# Entre Nous
Entre Nous è un brano del gruppo canadese Rush, pubblicato dall'etichetta discografica Mercury Records nel 1980 come primo lato di un singolo discografico, secondo estratto dall'album Permanent Waves. Nella facciata B è presente Different Strings, anch'essa proveniente dallo stesso album.

## Il disco

### Entre Nous
La canzone parla dei rapporti e delle differenze tra diverse persone, nello specifico di come una persona percepisce un altro individuo. Neil Peart in particolare sembra far riferimento a se stesso e alla folla che lo segue durante i concerti: l'anonima folla è in realtà composta da una miriade di persone, ognuna delle quali ha una propria storia, un proprio trascorso, una sua individualità e il compito del batterista è rivolgersi a ogni singolo soggetto, non a una impersonale massa di individui. Il titolo del pezzo (in lingua francese) è forse derivato dalla frase che si ripete varie volte ne La fonte meravigliosa  di Ayn Rand. La parte musicale cerca di sottolineare e rappresentare il messaggio contenuto nel testo.
In concerto il brano è stato proposto solo durante la prima parte dello Snakes & Arrows Tour, nel 2007 e è contenuto nell'album derivato dal tour stesso.

### Different Strings
Lenta e sofisticata ballata caratterizzata nel finale dall'emotivo assolo di Lifeson e dalla presenza di Hugh Syme come ospite al pianoforte. Geddy Lee, autore del testo, esorta a scegliere con cura e gentilezza i termini con i quali ci si esprime, in modo da non compromettere i rapporti con gli altri, persone diverse da noi anche se simili a noi.
La canzone non è mai stata eseguita dal vivo.

## Tracce
Il singolo pubblicato per il mercato statunitense contiene le seguenti tracce:
1. Entre Nous - 3:45 (Lee, Lifeson, Peart)
2. Different Strings  - 3:47 (Lee, Lifeson) (lato B)

## Formazione
Gruppo
- Geddy Lee - basso, voce, tastiere, pedali Moog Taurus
- Alex Lifeson - chitarre elettriche ed acustica, pedali Moog Taurus
- Neil Peart - batteria e percussioni

Altri musicisti
- Hugh Syme - pianoforte in Different Strings

## Cover
Different Strings è stata reinterpretata dal chitarrista degli Ambrosia Robert Berry nell'album di cover dei Rush del 2005 Subdivisions: